# Xanthocnemis tuanuii
Xanthocnemis tuanuii là một loài chuồn chuồn kim trong họ Coenagrionidae.
Xanthocnemis tuanuii được miêu tả khoa học năm 1981 bởi Rowe.